# Múcia Tércia
Múcia Tércia (em latim Mucia Tertia) foi uma matrona romana que viveu no século I a.C. Era filha de Quinto Múcio Cévola, pontífice máximo (pontifex maximus),[carece de fontes?] assassinado pela facção de Caio Mário em 86 a.C., e de Licínia Crassa, que se divorciou do seu pai para se casar com Quinto Cecílio Metelo Nepos, num escândalo mencionado em várias fontes. O seu nome indica que era uma terceira filha, de acordo com a convenção romana de nomes.
O primeiro marido de Múcia Tércia foi Caio Mário, o Jovem, cônsul em 82 a.C. no pico da guerra civil contra os Optimates liderados por Lúcio Cornélio Sula. Pouco depois, o conflito acabou com o suicídio do jovem Mário e com a vitória de Sulla. Múcia, como viúva de um proscrito, ficou proibida de voltar a casar. No entanto, em 81 a.C., Sula mudou de ideias e patrocinou o seu casamento com Pompeu. Desta união nasceram três crianças: Pompeu, o Jovem,[carece de fontes?] Sexto Pompeu  e Pompéia Magna (que casou-se com Fausto Cornélio Sula).
Entre 76 e 61 a.C., Pompeu passou muito tempo fora de Roma, combatendo os piratas do Mediterrâneo, a rebelião de Sertório na Hispânia e o rei Mitrídates VI do Ponto. Quando regressou definitivamente a casa, enviou uma carta de divórcio a Mucia Tertia; Plutarco menciona uma correspondência pessoal de Cícero que teria o motivo desta separação. Múcia Tércia desaparece então das fontes e a data da sua morte é incerta. Muitas fontes afirmam que Júlio César era amante de Múcia, e, portanto, o pivô dessa separação.